# Comac (Belgique)
 (juin 2016).
Pour les articles homonymes, voir Comac.
Comac (Changement, Optimisme, Marxisme, Activisme, Créativité) est le mouvement de jeunes du Parti du travail de Belgique (PTB-PVDA). L'organisation est active dans neuf villes étudiantes en Belgique (Bruxelles, Gand, Louvain, Louvain-La-Neuve, Liège, Anvers, Mons, Namur, Hasselt). Elle était active avec les écoliers (Comac Ecoles) jusqu'à ce que RedFox remplace Comac pour les secondaires, acceptant les jeunes de 14 à 18 ans.

## Histoire
Il est issu de la fusion de deux groupements : le Mouvement marxiste léniniste (MML) qui était actif sur les campus universitaires et de Rebelle, qui lui était actif parmi les jeunes de l'enseignement secondaire. Comac ( pour Changement, Optimisme, Marxisme, Activisme et Créativité) naît de cette fusion.

## Activités nationales
Comac est actif dans les Hautes-écoles et Universités dans les trois régions de la Belgique. En Comac compte 464 membres répartis dans les grands campus du pays. 
À la fin de l'année scolaire, la semaine de la solidarité est organisée par Comac. Il s'agit d'un camp de vacances accueillant des étudiants de toute la Belgique, lors duquel ils peuvent profiter de conférences, formations, animations et activités où se tissent les liens dans un cadre militant[source insuffisante]. Les étudiants du supérieur assistent également à des bloques collectives qui sont organisées avant les sessions d'examens pendant les vacances de Noël ou Pâques[réf. nécessaire].
Les écoliers et étudiants peuvent se rencontrer pendant des weekends de formations sur des thèmes précis. L'École Karl Marx est organisée chaque année au mois de février afin de rapprocher les jeunes de l'idéologie marxiste[source insuffisante].
Il y a aussi une rencontre des jeunes et adultes militants et sympathisants : « Manifiesta ! » est une fête organisée par le Parti du travail de Belgique, son journal Solidaire ainsi que Médecine pour le peuple chaque année à Ostende, le troisième weekend de septembre.

## Prises de position
En 2022, Comac se mobilise contre le sexisme à UCLouvain en organisant une manifestation.
En 2023, Comac a condamné la pose de caméra dans les toilettes des filles par un assistant de l'HEC Liège.

## Accusations d'antisémitisme
Le 4 mars 2015, COMAC participe à l'organisation d'une conférence avec l’activiste du Front populaire de libération de la Palestine (FPLP) Khalida Jarrar à la Vrije Universiteit Brussel par visioconférence. Le FPLP étant sur la liste des organisations considérées comme terroristes par le Conseil de l'Union européenne et ayant commis des attentats contre des cibles juives et israéliennes, la Ligue belge contre l'antisémitisme (LBCA) demande l'annulation de la conférence et dénonce qu'« un des hauts faits d'armes du FPLP est le détournement d'avions qu'il a perpétré et où ses commandos faisaient le tri entre les passagers juifs et non-juifs ». Pour le président de la LBCA, Joël Rubinfeld, cela conforte l'accusation contre le PTB d'« antisémitisme camouflé sous le nom d'antisionisme...»,. En réaction, Olivier Goessens représentant COMAC déclare « interpellant que l'on ne puisse pas apostropher Israël sur ses crimes sans que des ficelles ne soient tirées ».

## Structure
Comac est organisé dans une série de villes, d'écoles et de centres universitaires. Chaque groupe organise des activités propres (conférences, distribution de stickers et de nourriture, élections étudiantes locales, mobilisations de l'organisation, etc.) et se mobilise lors des activités nationales (congrès national, semaine de la solidarité, voyages, formations, élections étudiantes nationales, etc.).
En 2024-2025, Comac comprend les sections suivantes : ULB, VUB, Erasme, Louvain, Louvain-La-Neuve, Liège, Mons, Namur, Gand, Hasselt et Anvers. Sander Claessens est le président actuel. Octave Daube en est le vice-président. Octave Daube tient la chaîne YouTube Les Bonnes Questions depuis 2019, où il parle de politique belge sous un angle marxiste.